# Allerheiligenkerk (Vilnius)
De Allerheiligenkerk (Litouws: Visų Šventųjų bažnyčia) is een katholieke kerk in de Litouwse hoofdstad Vilnius. De kerk is een uitstekend voorbeeld van de vroege barok in Litouwen en met het aangrenzende voormalige klooster behoort de kerk tot het Litouwse erfgoed.

## Geschiedenis
De kerk werd samen met het klooster op de grens van de oude stad tussen 1620 en 1631 gebouwd door de Karmelieten. Na gevechten werd de kerk in 1655 gerestaureerd. In 1743 bouwde men een rococo klokkentoren in de noordwestelijke hoek van de kerk aan, maar een brand in 1748 vernietigde samen met een groot deel van de stad ook een deel van het interieur van de kerk. Een nieuwe renovatie van de kerk volgde in 1754 en de kerk werd voorzien van een nieuwe kansel, veertien nieuwe altaren en rococo galerijen.
In 1812 gebruikte het leger van Napoleon de kerk gedurende enkele maanden als veldhospitaal tijdens zijn veldtocht naar Moskou en op de desastreuze aftocht even later. De kerk werd gerestaureerd in 1823.
De toenmalige Russische autoriteiten verdreven in 1885 de monniken uit het klooster en lieten de gebouwen omzetten tot wooneenheden.
Tijdens de Duitse bezetting hielpen de aan de kerk verbonden geestelijken de joodse bevolking van het getto. De kerk was niet ver van de hoofdpoort van het getto gelegen en via een tunnel door het riool werd de kerk verbonden met het getto. De kerk voorzag de joodse bevolking van voedsel en hielp een aantal van hen te ontsnappen.
Na de Tweede Wereldoorlog werd de kerk op last van de atheïstische autoriteiten gesloten en veranderd in een opslag voor supermarktproducten.
Toen men zich bewust werd van de architecturale waarde van het gebouw volgde in de jaren 1967-1975 een restauratie om er een nevenvestiging van een kunst- en folkloremuseum in te vestigen.
In 1991 volgde ten slotte de teruggave van de kerk aan de gelovigen. De kerk maakt zich vooral verdienstelijk voor jongeren en kinderen zonder vast verblijfplaats.